# Synagogue karaïte de Kiev
La synagogue karaïte de Kiev, en ukrainien : Кенаса (Київ) est un bâtiment construit en 1902 par Vladyslav Horodetskiy.
Elle est un monument classé en Ukraine.

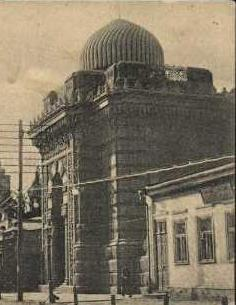
Sur une vue ancienne.